# Lygisma nervosum
Lygisma nervosum är en oleanderväxtart som beskrevs av Kerr. Lygisma nervosum ingår i släktet Lygisma och familjen oleanderväxter. Inga underarter finns listade i Catalogue of Life.